# Lifted
 For alternative betydninger, se Lifted (flertydig). (Se også artikler, som begynder med Lifted)
Lifted er en Pixar computeranimeret tegnefilm fra 2006, instrueret af Gary Rydstrom. Dette er den første film, der er blevet instrueret af Rydstrom, som 7 gange har vundet en Oscar, for sit arbejde med lyd og klip vedrørende film.
Denne kortfilm havde premiere sammen med Pixars Ratatouille den 27. juni 2008.

## Handling
En ung alien, Stu, sidder inde i et rumskib og er ved at tage sin eksamen i bortførelse. Han skal fange en sovende farmer ved navn Ernie, under skarpt overvågning af hans lærer, Mr. B. For at dette skal lykkedes for Stu, må han via hukommelsen huske effekten af hver enkel uetikeret knap på den enorme konsol foran ham. Ved at bruge de rigtige knapper, må Stu få skibets arm til at løfte mennesket op fra sin seng, ud af vinduet og ind i rumskiber. Med et par usikre tryk på de forkerte knapper, kommer Stu til at slå den stadig sovende farmer ind i vægge og endeligt loftet Endelig lykkedes det for Stu at manden om bord på skibet, hvor Mr. B over, hvorefter han hurtigt lægger Ernie tilbage i sin seng, og rydder op overalt på den lille gård.
Flov over sin præsentation, begynder Stu at klynke og forsøger at holde sine tårer tilbage. I et sjældent øjeblik af sympati, tilbyder Mr. B., Stu at styrer rumskibet hjem. Fuld af glæde, griber Stu fat om roret og gør klar til at styre skibet op i luften, men i stedet styrtdykker skibet til jorden og knuser farmerens hus. De skibet endelig letter, er hele undersiden af skibet dækket af murbrokker, og afslører et stort krater, hvor der i midten pga skibets arm har efterladt en søjle af jord, hvor på farmeren ligger trygt og stadig sovende i sin seng.
Under rulleteksterne hører man en alarm ringe, farmeren vågner op, skriger et højt skrig, der giver ekko (hvilket betyder at Ernie faldt ned) og til sidst et bump.

## Priser
Lifted blev nomineret i kategorien Bedste animeret kortfilm til det 79. Academy Awards.

## Eksterne links
- Lifted Arkiveret 31. august 2009 hos  Wayback Machine på Pixars hjemmeside.
- Det store løft på Internet Movie Database (engelsk)
- Det store løft på Filmdatabasen
- Det store løft på AlloCiné (fransk)
- Det store løft på AllMovie (engelsk)
- Det store løft på The Movie Database (engelsk)
- Det store løft på Rotten Tomatoes (engelsk)
- Det store løft på Filmaffinity (engelsk)
- Det store løft hos The Big Cartoon DataBase (engelsk)